# Władysław Semadeni

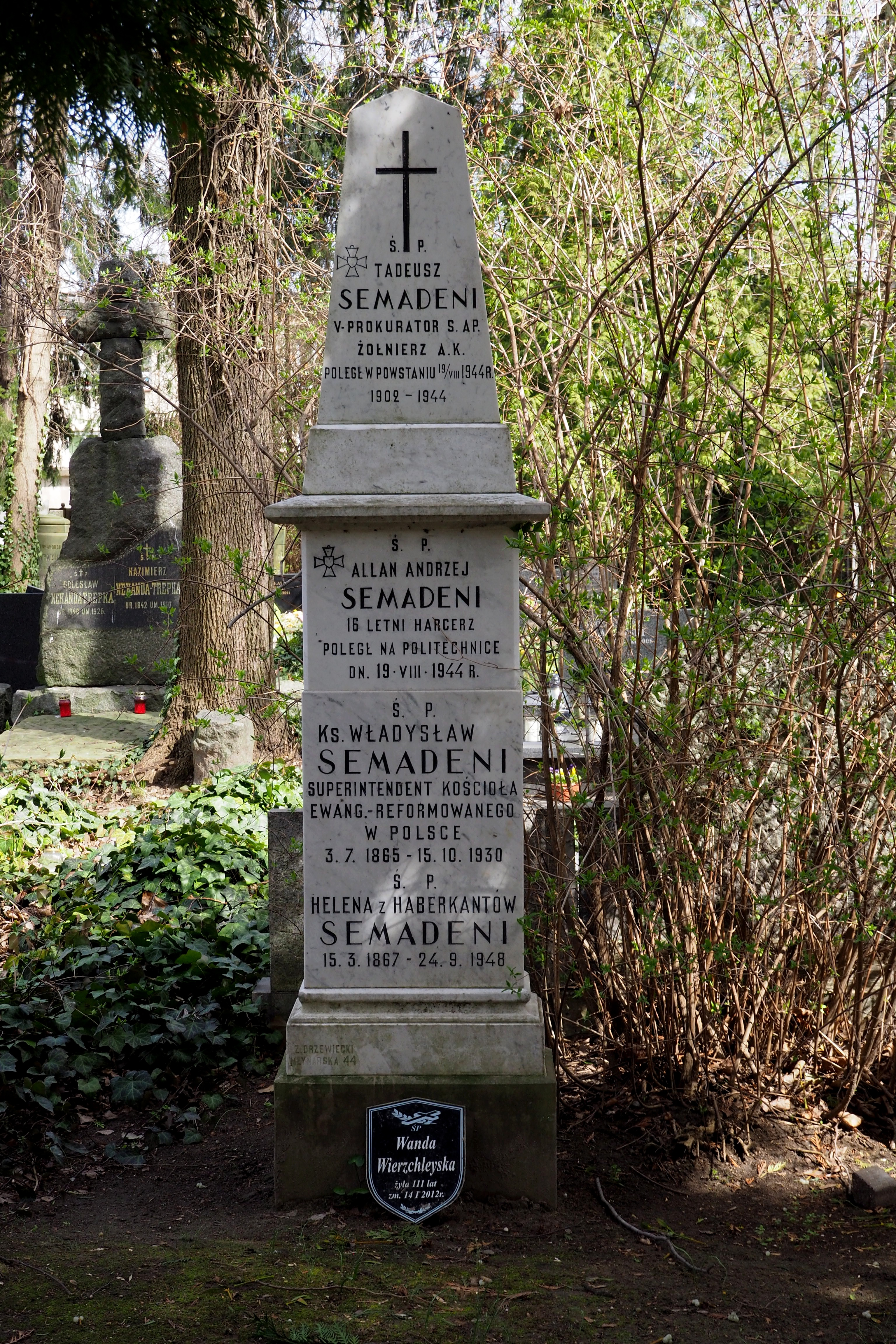
Grób Władysława Semadeniego na cmentarzu ewangelicko-reformowanym w Warszawie

Władysław Adolf Semadeni (ur. 3 lipca 1865 w Warszawie, zm. 15 października 1930 tamże) – polski duchowny ewangelicko-reformowany, superintendent generalny Jednoty warszawskiej i Kościoła Ewangelicko-Reformowanego w RP.

## Życiorys
Urodził się jako syn Józefa Semadeniego (1812–1887), jednego z właścicieli szwajcarskich cukierni Semadenich w Polsce (urodzonego w Poschiavo w Szwajcarii) i jego drugiej żony Marii z domu Ragazzi (1843–1891). Jego przyrodnia siostra Anna Maria z Semadenich (1843–1876) była żoną pastora Augusta Diehla. Po ukończeniu rosyjskiego gimnazjum gubernialnego w Płocku w 1883 roku podjął naukę teologii na Uniwersytecie w Królewcu – jako obywatela Szwajcarii nie obowiązywał go nakaz studiów teologicznych w Dorpacie (później, po roku 1920, w niepodległej Polsce zmienił obywatelstwo ze szwajcarskiego na polskie). Studia ukończył w 1888 roku.
Po powrocie z Prus Wschodnich został ordynowany i objął zarząd nad parafią kalwińską w Żychlinie. W 1894 roku zawarł związek małżeński z Heleną Haberkant, córką pastora ewangelicko-augsburskiego (luterańskiego) Adama Haberkanta (1829-1905). Od 1900 roku, nie przerywając pracy w Żychlinie, przeniósł się do Kalisza i nauczał geografii i kaligrafii w 4-klasowej pensji dla dziewcząt, prowadzonej przez swoją żonę. Był tam nauczycielem Marii Dąbrowskiej, która opisała małżonków Semadeni w swojej powieści Noce i dnie jako profesorów Wenordenów. Działacz Towarzystwa Kultury Polskiej (1906-1913) 

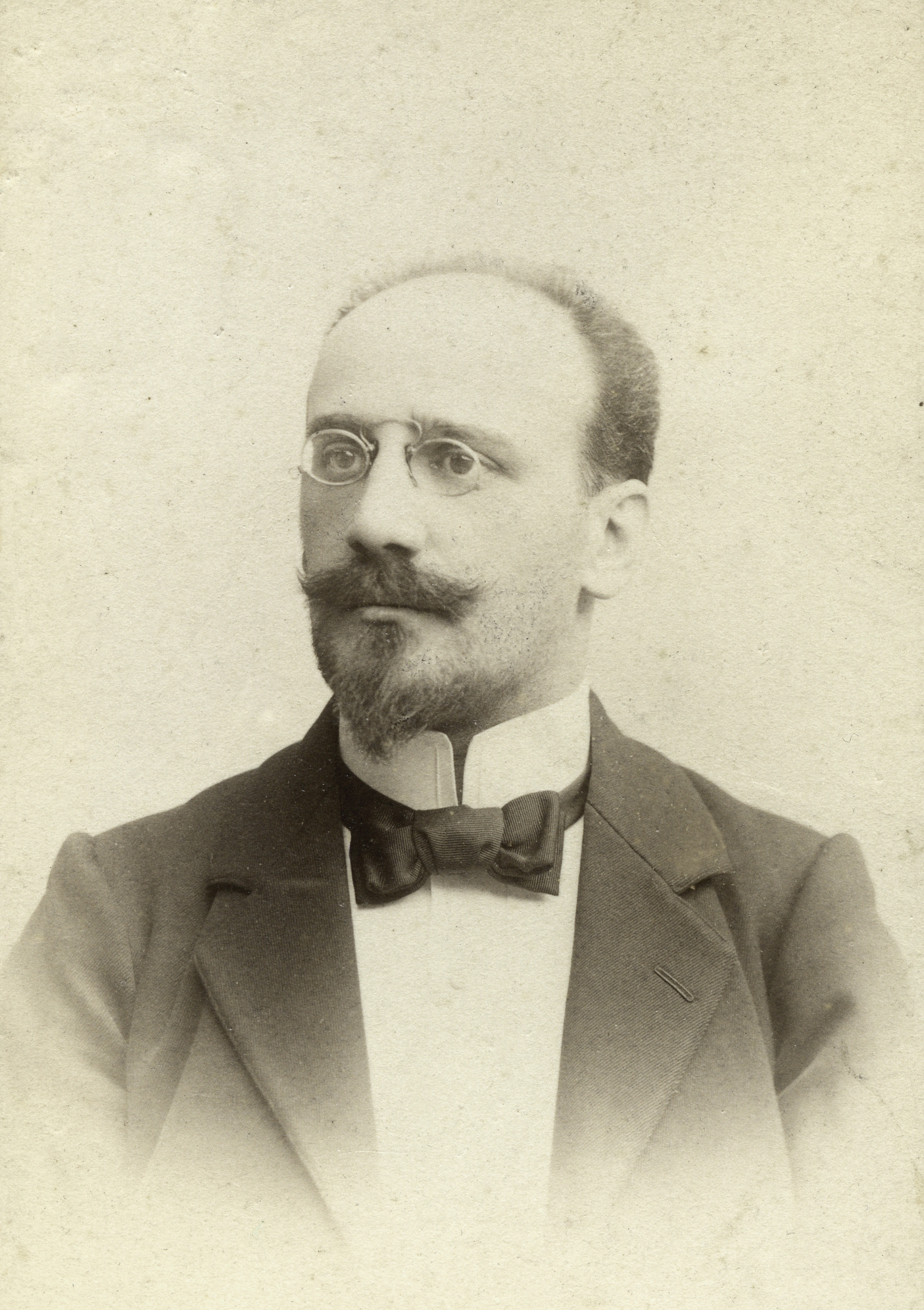
Władysław Semadeni (1901)

W 1905 objął posadę inspektora w organizowanym luterańskim Gimnazjum im. Mikołaja Reja w Warszawie. Mianowano go wtedy administratorem parafii kalwińskiej w Łodzi. W 1908 związał się z warszawską parafią kalwińską przy ul. Leszno 20, zostając najpierw jej drugim, a później pierwszym proboszczem.
W 1910 roku wybrano go superintendentem generalnym Kościoła Ewangelicko-Reformowanego w RP. Z urzędu był również wiceprezesem Konsystorza w Warszawie. Prawdopodobnie jeden z najwybitniejszych duchownych kalwińskich w Polsce XX wieku. Za jego czasów przystąpiono do opracowania osobnego śpiewnika kościelnego i wybudowano nowy kościół w Łodzi. Odegrał on ogromną rolę w tym, że w 1919 roku przyznano kobietom czynne i bierne prawa wyborcze w polskim Kościele Ewangelicko-Reformowanym. Wprowadził też wymóg, by przyszli duchowni reformowani oprócz studiów w Polsce odbywali studia na znanych fakultetach teologii reformowanej na Zachodzie. Był zwolennikiem teologii liberalnej, podobnie jak jego następca, Stefan Skierski.
Znał dziesięć języków, w tym łacinę, grekę i hebrajski; grał na skrzypcach i fortepianie. Organizował w swoim domu spotkania, podczas których wspólnie grano utwory muzyczne; znany był z tego, że zabierał ze sobą na koncerty do filharmonii partytury i sprawdzał jakość gry muzyków.
Miał córkę Irenę, po mężu Elliott (w USA) oraz syna Tadeusza Semadeniego.
Jest pochowany na cmentarzu reformowanym przy ul. Żytniej w Warszawie.